# Klaus Esser (Manager)
Klaus Esser (* 21. November 1947 in Oberhausen) ist ein deutscher Manager und ehemaliger Vorstandsvorsitzender der Mannesmann AG. In dieser Funktion stimmte er der Übernahme der Mannesmann AG durch die Vodafone Group zu.

## Karriere
Nach seinem Abitur am humanistischen Landfermann-Gymnasium in Duisburg studierte Esser Jura in Genf, München und Tübingen. In Tübingen wurde er Mitglied des Corps Rhenania Tübingen, dem auch sein Schwiegervater Joachim Zahn angehörte. Im Anschluss an seine Staatsexamen absolvierte er am Massachusetts Institute of Technology (MIT) einen MBA-Studiengang. Danach arbeitete er von 1976 bis 1977 als Anwalt in New York, bevor er seine Karriere bei der Mannesmann AG begann.
1978 promovierte Esser an der Universität Regensburg.
1994 wurde er Vorstandsmitglied und rückte 1998 zum stellvertretenden Vorstandsvorsitzenden auf. Ein Jahr später übernahm er von Joachim Funk den Posten des Konzernchefs. Diese Position behielt er bis zur feindlichen Übernahme von Mannesmann durch Vodafone im Jahre 2000. Mannesmann wurde in der Folge zerschlagen. Klaus Esser wurde verdächtigt, unter Einflussnahme von Vodafone Zahlungen in Form von Prämien in einer Summe von 59 Millionen DM erhalten zu haben, die unter anderem vom Vorstandsvorsitzenden der Deutschen Bank AG und Aufsichtsratschef der Mannesmann AG, Josef Ackermann, und vom IG-Metall-Vorsitzenden Klaus Zwickel genehmigt worden waren.
Unter Essers Verantwortung wurde der Mannesmann-Konzern vornehmlich auf das Marktsegment Telekommunikation ausgerichtet. So übernahm man den britischen Mobilfunkanbieter Orange und beabsichtigte das unrentable traditionelle Mannesmann-Röhrengeschäft auszugliedern. Dieses geschah letztlich jedoch erst nach der Übernahme durch Vodafone.
Esser war von 2000 bis 2014 bei der Private-Equity-Gesellschaft General Atlantic tätig; er sitzt weiterhin im Aufsichtsrat mehrerer Unternehmen.

## Mannesmann-Prozess
Seine Rolle bei den Übernahmeverhandlungen zwischen Mannesmann und Vodafone waren Gegenstand von Ermittlungen im Rahmen des Mannesmann-Prozesses, der am 21. Januar 2004 vor dem Düsseldorfer Landgericht begann und erstinstanzlich mit einem Freispruch endete. Dieser Freispruch wurde nach einer Revision der Staatsanwaltschaft am 21. Dezember 2005 vom Bundesgerichtshof aufgehoben. Die Sache wurde seit dem 26. Oktober 2006 wieder vor dem Landgericht Düsseldorf verhandelt und endete mit einer Einstellung des Verfahrens gegen alle Angeklagten nach § 153a der Strafprozessordnung gegen Leistung einer Geldauflage. Diese bemisst sich nach dem Einkommen; Esser musste 1,5 Millionen Euro an die Staatskasse und gemeinnützige Organisationen zahlen.

## Mitgliedschaften in Aufsichtsräten
- amedes Holding AG, Düsseldorf (2008–2015)
- TDS Informationstechnologie AG (2003 bis 2007)[7][8]
- IXOS Software AG, Grasbrunn[9]
- CompuGroup Medical SE, Koblenz (seit 2003; seit Dezember 2015 als Vorsitzender des Aufsichtsrates)[10][11]
- Navigon AG, Hamburg (bis 2011)
- ryd GmbH, München – Mitglied des Beirats (seit 2016)